# Sterappel (appel)

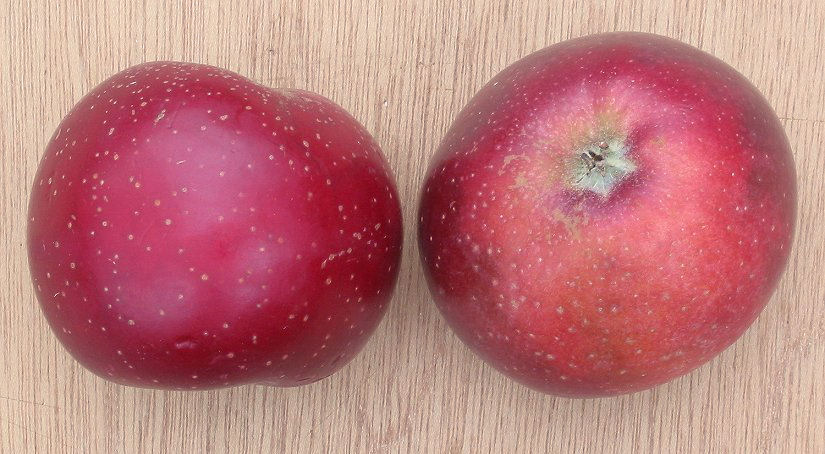
'Sterappel'

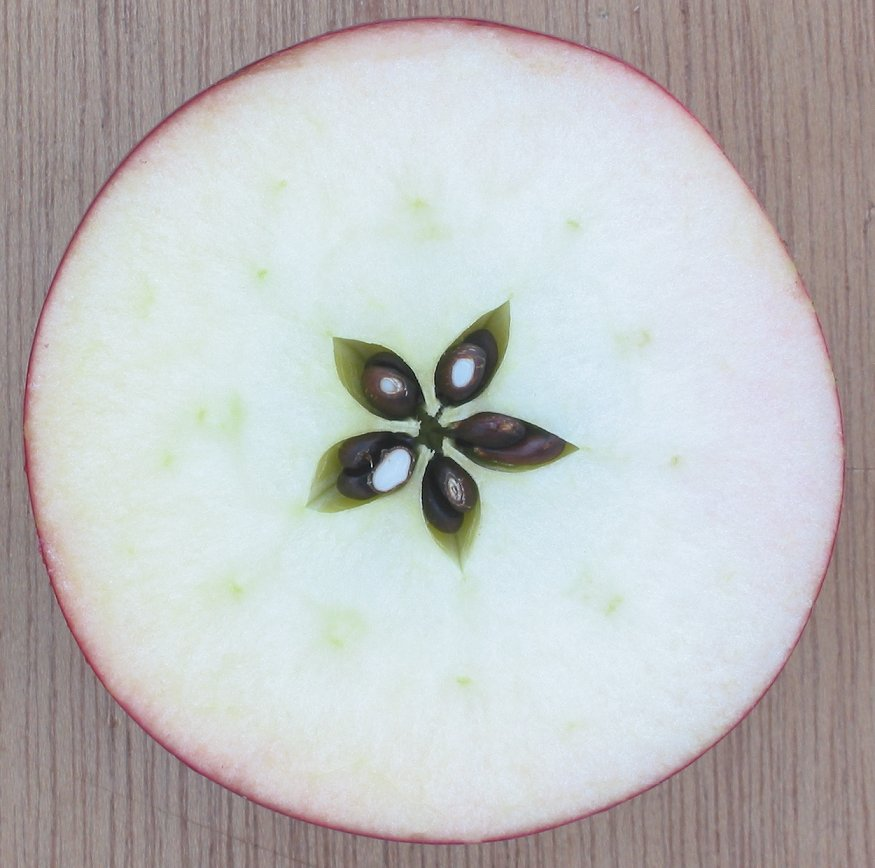
Dwarsdoorsnede sterappel

Sterappel of Sterreinette is een veel geroemd appelras dat omstreeks 1830 is ontstaan. Het ras is van Nederlandse of Belgische herkomst uit Maastricht, Luik of Sint-Truiden. In Limburg werd de appel ook wel Binnenrode genoemd.
De sterappel is in Nederland een zeer belangrijk ras geweest. Vooral in Oost-Brabant en Limburg, maar ook in de Betuwe, Utrecht en de IJsselstreek werd de sterappel geteeld. De sterappel werd uitsluitend op hoogstam geteeld en is met de opkomst van de spil praktisch verdwenen, omdat de sterappel een sterk groeiende onderstam moet hebben en de boom dan te groot wordt.
De appel heeft een donkerrode kleur met duidelijke lenticellen, en rijp een rode ster bij het klokhuis en roze vruchtvlees. De appel heeft last van vroege val en moet voor een mooie rode kleur nakleuren. Vroeger werden de appels daarom in de boomgaard op strobanen van 80 cm breed gelegd om door de zon en de koude nachten op kleur te komen. Om uitdroging tegen te gaan werden de appels met een gieter natgehouden. Ook werden ze tegen te felle zon beschermd om schilverbranding te voorkomen. Als de bovenkant mooi rood was, werden de appels gekeerd om ook op de onderkant een mooie kleur te krijgen.
De sterappel bloeit laat en wordt goed bestoven door Dijkmanszoet, Bloemeezoet, Eijsdener Klumpke, Brabantse Bellefleur en Lombarts Calville.
Het ras heeft een matige productie en is laatdragend. Voor voldoende grote vruchten moet de boom sterk gesnoeid en gedund worden.
De sterappel moet half september geplukt worden en kan vanaf half november gegeten worden. In het koelhuis is de sterappel tot eind januari te bewaren. De smaak is lichtzuur. Bij onvoldoende narijping in de zon zijn de vruchten erg zuur en heeft het vruchtvlees een witte of fletsrode kleur.

## Ziekten
De sterappel heeft weinig last van ziekten, maar de boom kan niet tegen te hoge grondwaterstand en kan dan snel afsterven. Op de vrucht kan stip en lenticelrot voorkomen.